# Pavla Schönová

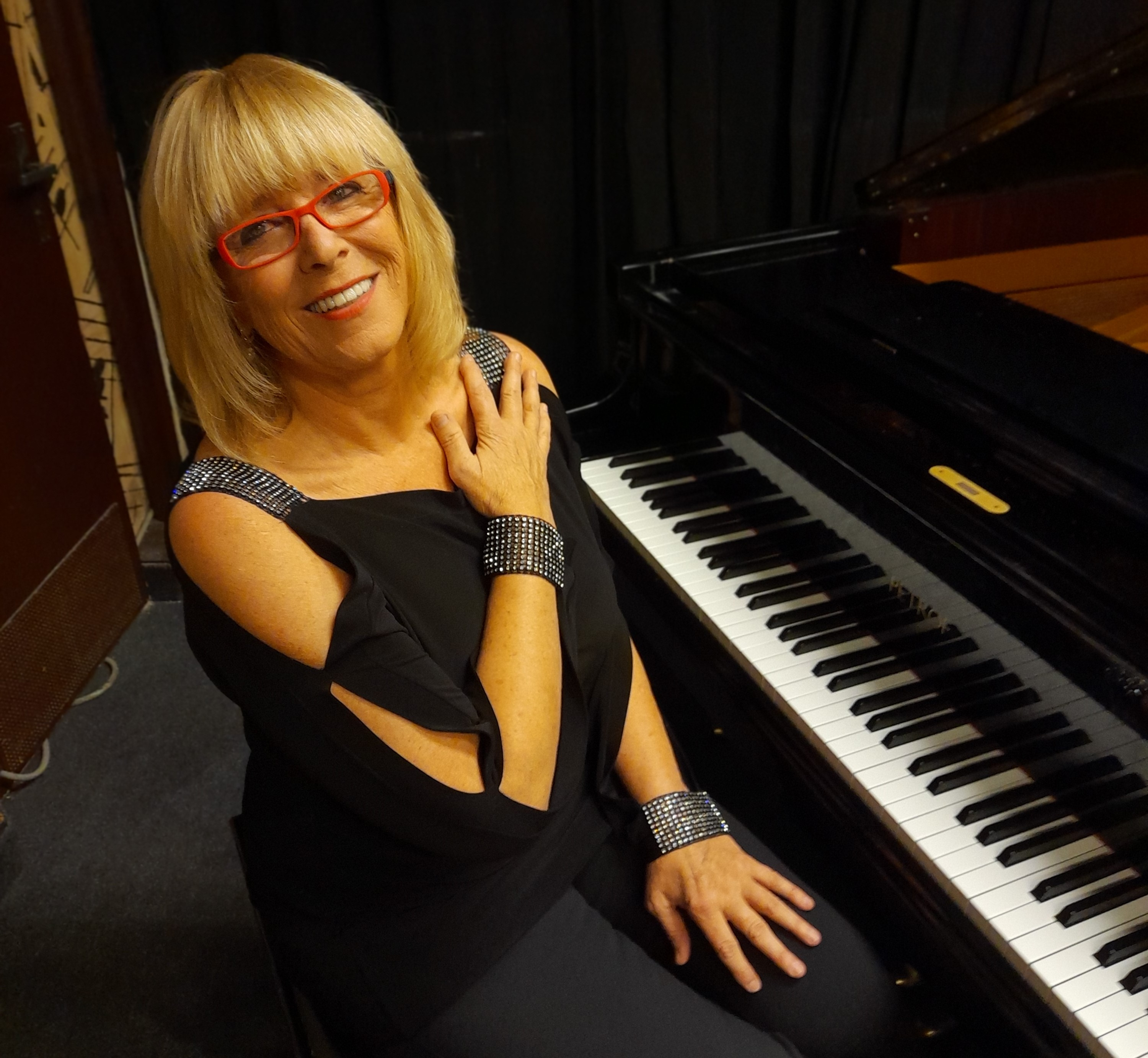
Pavla Schönová (2023)

Pavla Schönová  (* 19. August 1955 in Frýdek-Místek) ist eine tschechische Jazzmusikerin (Piano).

## Leben und Wirken
Schönová studierte zwischen 1970 und 1976 klassisches Klavier am Staatlichen Konservatorium. Von 1973 bis 1979 arbeitete sie als Schauspielerin und Pianistin am Theater Husa na provázku in Brünn. Nach einer Babypause war sie von 1985 bis 2014 Tontechnikerin beim Tschechischen Rundfunk. Daneben beschäftigte sie sich intensiv mit dem Jazz, besuchte mehrere Jahre den Sommer-Jazz-Workshop von Karel Velebný in Frýdlant und absolvierte 1996 das Jaroslav-Ježek-Konservatorium im Fach Jazzpiano.
Zwischen 1995 und 2000 gehörte Schönová zum Quintett Return to Silence, mit dem sie auch auf mehreren Festivals in Tschechien konzertierte. Seit 1997 tritt sie regelmäßig im Reduta in Prag auf. 2000 gründete sie das Trio Classic Goes Jazz mit František Uhlíř und Milan Vitoch. 2009 bildete sie mit Emil Viklický ein Klavierduo. Weiterhin spielte sie im Baroque Jazz Quintet, mit Svát Macák, Vít Fiala, Mark Vinci, Jungle Funk und Greg Hopkins.

## Diskographische Hinweise
- 2012: Dialogues / Classic Goes Jazz (mit Emil Viklický, Tomáš Křemenák, František Uhlíř, Milan Vitoch)